# Pocillopora zelli
Pocillopora zelli är en korallart som beskrevs av Veron 2002. Pocillopora zelli ingår i släktet Pocillopora och familjen Pocilloporidae. IUCN kategoriserar arten globalt som livskraftig. Inga underarter finns listade i Catalogue of Life.